# Thieulloy-l'Abbaye
 Thieulloy-l'Abbaye  es una comuna y población de Francia, en la región de Picardía, departamento de Somme, en el distrito de Amiens y cantón de Hornoy-le-Bourg.
Su población en el censo de 1999 era de 276 habitantes.
Está integrada en la Communauté de communes du Sud-Ouest Amiénois .
- Datos: Q1453935
- Multimedia: Thieulloy-l'Abbaye / Q1453935

1. ↑  Worldpostalcodes.org, código postal n.º 80640.
2. ↑  INSEE, Datos de población para el año 2012 de Thieulloy-l'Abbaye (en francés).